# Antonio Maria Travia
Antonio Maria Travia (ur. 1 stycznia 1914 w Palermo, zm. 5 lutego 2006 w Rzymie) – włoski biskup rzymskokatolicki, arcybiskup ad personam, jałmużnik papieski w latach 1968–1989.
Święcenia kapłańskie przyjął 11 lipca 1937. Pracował w Kurii Rzymskiej, pełnił funkcję jałmużnika Pawła VI. W grudniu 1968 został mianowany arcybiskupem tytularnym Termae Himerae, a sakrę biskupią odebrał 6 stycznia 1969 z rąk Pawła VI (współkonsekratorami byli arcybiskupi Sergio Pignedoli i Ernesto Civardi, przyszli kardynałowie).
W październiku 1971 asystował przy święceniach biskupich Mario Schierano, mianowanego ordynariuszem wojskowym Włoch.